# Peter Ruta
Peter Ruta (* 7. Februar 1918 in Dresden; † 16. November 2016 in New York eigentlich Peter Paul Franke-Ruta) war ein US-amerikanischer Maler deutscher Herkunft.

## Leben
Rutas Vater, Walther Franke (1890 bis 1958), war ein Leipziger Pelzhändler und Schriftsteller. Seine Mutter war Else Stein. Sie war jüdischer Abstammung und mit dem Verleger Gustav Kirstein verwandt. Ruta wurde in Dresden geboren, wuchs jedoch ab 1919 in Leipzig auf. Die Familie übersiedelte 1923 nach Italien und ergänzte den Familiennamen "Franke" mit dem Namen des ligurischen Dorfes Ruta, in dem die Familie lebte.
1936 wanderte Ruta 18-jährig in die USA aus. Er begann hier als Maler zu arbeiten. Später wurde er in die US-Armee eingezogen. Nach dem Zweiten Weltkrieg beendete Ruta seine Ausbildung als Maler. Er erhielt 1948 ein Fulbright-Stipendium und studierte in Rom und Venedig, mit Diplom-Abschluss der Accademia in Venedig. Von 1953 bis 1960 lebte er in dem Fischerdorf Positano an der Amalfiküste, wo er mit emigrierten Malern aus Mittel Europa zusammentraf, unter anderen Kurt Craemer und Karli Sohn-Rethel. Unter anderem wurde Ruta auch mit der Kunstsammlerin Peggy Guggenheim bekannt. Sein Malstil wurde von der Einfachheit der Umgebung und der Klarheit des Mittelmeers beeinflusst.
Seit den 1960er Jahren lebt Ruta in den USA, v. a. in New York und New Mexico, sowie in Mexiko. 2008 erhielt Ruta eine Retrospektive in seiner Heimatstadt Leipzig, 2010/11 eine Ausstellung in Thurnau, vor allem mit Gemälden, die in den 1950er Jahren in Positano entstanden waren, 2011 eine Ausstellung mit neueren Arbeiten in Lodi und in Positano, 2012 eine Ausstellung in Ravello ebenfalls mit italienischen Arbeiten.

## Werk
Ruta war durch Landschaftsmalerei und Stillleben bekannt. Er malte das Panorama von New York von seinem Atelier im 91. Stock des World Trade Centers aus. Ein letztes Gemälde ging beim Anschlag vom 11. September 2001 verloren.